# 진주 평거동 고분군
진주 평거동 고분군(晋州 平居洞 古墳群)은 대한민국 경상남도 진주시 평거동에 있는 고려시대의 고분군이다. 1968년 12월 19일 대한민국의 사적 제164호 진주평거동고려고분군으로 지정되었으나, 2011년 현재의 명칭으로 변경되었다.

## 개요
진주시의 서쪽 석갑산 중턱에 있는 고려시대 무덤으로 주변에 삼국시대와 통일신라·고려시대의 무덤들이 널려 있다.
긴 사각형 모양의 봉분 아래에 사각형으로 갑석(기단의 맨 윗돌)을 돌렸다. 이와 비슷한 형식은 경주 구정리 무덤, 고려시대의 거창 둔마리 무덤 및 후기의 여러 무덤, 조선 초기의 명신들의 무덤에서 찾아볼 수 있는데 신라 이후 꾸준히 이어져온 전통형식이라 할 수 있다.
이 고려 무덤은 고려 중·후기 가족 공동무덤로 확인되었고, 돌에 무덤의 주인공 이름과 연대를 새겨 축조연대를 알 수 있는 진주지방 호족의 무덤으로 희귀한 자료이다.

## 같이 보기
- 평거동
- 압해 정씨

## 참고 자료
- 진주 평거동 고분군 - 국가유산청 국가유산포털